# К чёрту любовь (пісня)
«К чёрту любовь» — російськомовна пісня співачки Світлани Лободи. Продюсер — Нателла Крапівіна. Автор музики і слів — Олег Владі. Прем'єра відбулась 14 січня 2016 року в iTunes.

## Опис
Пісня про протистояння двох особистостей однієї героїні: сильної і мудрої жінки, яка щоразу намагається закінчити складні відносини, і наївною натурою, яка піддається пристрасті і знову закохується. Переживаючи суперечливі емоції до свого коханого, її енергія трансформується в світле почуття.
Цей трек став найпопулярнішим у кар'єрі співачки. 2016 року за даними Яндекс.Музика трек став найпопулярнішим серед тих, що слухали користувачі з України на цьому музичному сервісі.

## Кліп
Кліп до пісні з'явився у лютому. Нове відео знято в стилі екшн і не має чіткої жанрової приналежності. Тут є бійки, велика швидкість та трюки.
Режисер кліпу — продюсер співачки Нателла Крапівіна, спільно з режисерами-постановниками Ярославом Губським і Сергієм Гуманом. Вони ж виконали чоловічі ролі.

## Композиції
| #  | Назва                                        | Автор      | Тривалість |
| -- | -------------------------------------------- | ---------- | ---------- |
| 1. | «К чёрту любовь»                             | Олег Владі | 3:33       |
| 2. | «К чёрту любовь (DJ Antonio Extended Remix)» | Олег Владі | 4:19       |

## Учасники запису
- Світлана Лобода — вокал
- Олег Влади — автор (слова і музика)
- Нателла Крапівіна — продюсер, режисер відеокліпу

## Чарти
| Рік  | Назва            | Чарти                                   | Чарти         | Чарти     | Чарти          | Чарти       | Чарти                            | Чарти                                  |
| Рік  | Назва            | Росія та СНД (TopHit Загальний Топ-100) | TopHit Москва | СПбTopHit | TopHit Україна | TopHit Київ | Радіочарт за заявками TopHit 100 | Росія та СНД (TopHit Загальний річний) |
| ---- | ---------------- | --------------------------------------- | ------------- | --------- | -------------- | ----------- | -------------------------------- | -------------------------------------- |
| 2016 | «К чёрту любовь» | 3                                       | 20            | 14        | 1              | 1           | 3                                | -                                      |

## Нагороди і номінації
| Рік  | Премія                               | Країна  | Категорія, робота              | Результат |
| ---- | ------------------------------------ | ------- | ------------------------------ | --------- |
| 2016 | Премія RU.TV 2016                    | Росія   | Краща пісня («К чёрту любовь») | Номінація |
| 2016 | Реальна премія MusicBox              | Росія   | Пісня року («К чёрту любовь»)  | Перемога  |
| 2016 | Золотий Грамофон                     | Росія   | «К чёрту любовь»               | Перемога  |
| 2016 | Премія Нового радіо «Вища ліга»      | Росія   | Краща пісня («К чёрту любовь») | Перемога  |
| 2016 | M1 Music Awards                      | Україна | Хіт року («К чёрту любовь»)    | Номінація |
| 2016 | M1 Music Awards                      | Україна | Кліп року («К чёрту любовь»)   | Перемога  |
| 2016 | Російська національна музична премія | Росія   | Краща пісня («К чёрту любовь») | Номінація |